# Чака
Чака (слч. Čaka) насељено је мјесто са административним статусом сеоске општине (слч. obec) у округу Љевице, у Њитранском крају, Словачка Република.

## Становништво
| Година:    | 1994. | 2004.    | 2014.    | 2024.   |
| ---------- | ----- | -------- | -------- | ------- |
| Број људи: | 974   | 870      | 773      | 707     |
| Разлика:   |       | -10,67 % | -11,14 % | -8,53 % |

| Година:    | 2023. | 2024.   |
| ---------- | ----- | ------- |
| Број људи: | 720   | 707     |
| Разлика:   |       | -1,80 % |

Према подацима о броју становника из 2011. године насеље је имало 786 становника.